# Melanie Arns
Melanie Arns (* 19. Februar 1980 in Kleve) ist eine deutsche Schriftstellerin. 

## Leben
Melanie Arns studierte nach dem Abbruch einer kaufmännischen Ausbildung von 2001 bis 2005 am Deutschen Literaturinstitut in Leipzig. Sie lebt derzeit in Berlin.
Melanie Arns nahm 2002 am Ingeborg-Bachmann-Wettbewerb in Klagenfurt teil. 2003 erhielt sie ein Stipendium der Stiftung Kulturaustausch Niederlande-Deutschland sowie 2005 ein Stipendium der Stiftung Künstlerdorf Schöppingen. 

## Prosa
- Heul doch!, Salzburg [u. a.] 2004, ISBN 3902144793
- Traumpaar nackt, Salzburg [u. a.] 2006, ISBN 3902497173

## Dramatik
- Heul doch!, Schauspiel nach dem gleichnamigen Roman der Autorin, verlegt beim Whale Songs Theaterverlag, Hamburg; Uraufführung 2007 am Theater Bielefeld

## Hörspiel
- Heul doch!, Deutschlandradio Kultur 2008, Fassung: Sabine Bohnen, Regie: Katrin Moll